# En hjemmefødsel
En hjemmefødsel er en dansk dokumentarfilm fra 1969 instrueret af Ole Schelde og efter manuskript af Ellen Nyemann.

## Handling
Moderen går til gymnastik hos jordemoderen. En undersøgelse viser, at alt er i orden. Hun mærker en dag, at fødslen nærmer sig. Hun har for længst besluttet, at den skal finde sted hjemme. Faderen har ringet efter jordemoderen og lægen. Der spores ingen nervøsitet. Det er tredje gang, så man samtaler blot om løst og fast, indtil barnet kommer. Det er en dreng. Lidt efter kommer efterbyrden.